# كلوي لوجارزو
كلوي لوغارزو (ولدت في 22 ديسمبر 1994) هي لاعبة كرة قدم خط وسط تلعب لمدينة بريستول في الدوري الممتاز للسيدات والمنتخب الاسترالي .

## الحياة السابقة
ولدت لوغارزو في سيدني ، نيو ساوث ويلز .  عائلتها إيطالية من جانب والدها واسكتلندية من جانب والدتها.  بدأت تلعب كرة القدم في سن الخامسة، لكنها لم تلعب على مستوى النخبة إلا بعد بضع سنوات، بعد أن تم رفضها في بعض المناسبات بسبب نقص الحجم. 

## المسيرة المحلية

### نادي سيدني، 2011-2015
بدأت مسيرتها المهنية مع سيدني اف سي خلال موسم 2011–12 ، وظهرت لأول مرة في فوز 4-1 على نيوكاسل جيتس في 12 نوفمبر 2011.   جاء ظهورها الثاني والأخير للموسم في فوز 3-0 على بيرث جلوري في 7 يناير 2012. 
بقيت لوجارزو مع نادي سيدني لموسم 2012–13 .  سجلت هدفها الأول للنادي ضد بيرث جلوري في 17 نوفمبر 2012 ، لكنها لم تكن قادرة على منع سيدني إف سي من الخسارة بنتيجة 3-1.  كانت على قائمة الهدافين مرة أخرى في المباراة التالية، وسجلت هدفين في فوز 4-0 على أديلايد يونايتد في 24 نوفمبر 2012.  لعبت لوجارزو ما مجموعه اثنتي عشرة مباراة في الدوري على مدار الموسم، وسجلت ثلاث مرات،  حيث فاز سيدني أف سي بلقب الدوري للمرة الثانية. 

### كولورادو برايد، 2014
انضمت لوجارزو إلى كولورادو برايد في 2014. قادت لوجارزو كولورادو برايد إلى مباراة تاريخية في الموسم الافتتاحي برصيد 8 أهداف و 7 تمريرات حاسمة في 10 مباريات عام 2014. 

### نيوكاسل جيتس، 2015-2017
انضمت لوجارزو إلى نيوكاسل جيتس لموسم 2015-16 . كانت تنوي العودة للفترة 2016-2017 ، رافضة عروض أكبر من مكان آخر، لكنها وصلت وهي تحمل إصابة في الكاحل أصيبت بها أثناء تواجدها في السويد مع اسكيلستونا يونايتد.  في أكتوبر 2017 ، أُعلن أن لوجارزو لن تعود إلى نيوكاسل جيتس. 

### إسكيلستونا يونايتد، 2016
في يونيو 2016، انضمت لوغارزو إلى ايسكيلستونا يونايتد .  ظهرت لأول مرة في 28 أغسطس 2016 في فوز 2-1 على فيتسجو .   سجلت هدفها الأول في فوز 3-1 على كوباربرغز / جوتبورج في 25 سبتمبر 2016.  قدمت لوجارزو 10 مباريات في الدوري وسجلت هدفين وغادرت النادي بعد هزيمته في دوري أبطال أوروبا UEFA أمام وولفسبورغ . 

### أفالدسنيس، 2017
في فبراير 2017، انضمت إلى افالدسنيس، وقالت انها قدمت 16 مباراة مع النادي.  غادرت لوجارزو النادي في وقت مبكر عندما كانت في دور الـ 32 من دوري أبطال أوروبا ضد نادي برشلونة فيميني . 

### سيدني إف سي، 2017-2020
في أكتوبر 2017 ، عادت إلى سيدني اف سي .  في موسم 2017-18 ، ظهرت لوغارزو في 11 مباراة وسجلت 3 أهداف.  عاودت التعاقد مع سيدني لموسم 2018-19 ، وظهرت في جميع مباريات الفريق الـ 14  وسجلت لوجارزو الهدف الرابع لسيدني في دوري النهائي 2019 ، مما ساعد سيدني على الفوز بنتيجة 4-2 على بيرث ، وكانت هذه بطولة لوجارزو الثانية في الدوري. 

#### مع بلاكتاون سبارتنس اف سي، 2018
وقعت مع بلاكتاون في موسم 2018. 

#### واشنطن، 2019
في فبراير 2019 ، أعلنت واشنطن سبيريت أن لوجارزو ستنضم للفريق على سبيل الإعارة لموسم 2019 .   

### بريستول سيتي، 2020 حتى الآن
في 23 يناير 2020 ، وقعت لوجارزو عقدًا لمدة عام ونصف مع نادي بريستول سيتي الإنجليزي . 

## المسيرة الدولية

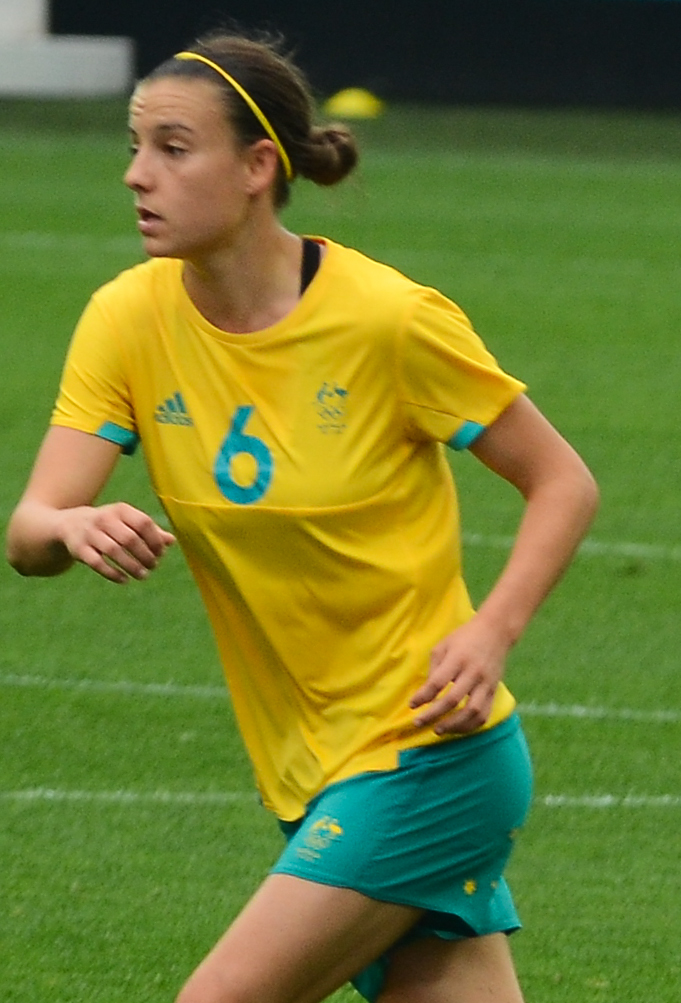
لوغارزو تلعب لأستراليا عام 2016

كانت لوغارزو قائدة الفريق الأسترالي تحت سن ال 20 وأنهت المركز الثاني في الدوري الياباني تحت سن 23 في بطولة ا.ف.ف للسيدات 2013 ، مشيدةً بأدائها في النهائي.  احتفظت بمكانها في الفريق لبطولة آسيا للشباب تحت سن 19 .  وظهرت لأول مرة دوليا مع استراليا في 24 نوفمبر 2013 ، في فوز 2-0 على الصين . 
تم إسقاط لوجارزو من تشكيلة ماتيلداس لكأس العالم للسيدات 2015 فيفا ، ولكن تم تضمينها في الفريق لدورة الألعاب الأولمبية الصيفية 2016 .  ظهرت في جميع مباريات أستراليا الأربع في ريو. كانت لوجارزو أحد لاعبي أستراليا في ركلات الترجيح حيث خاضت مباراة ربع النهائي ضد البرازيل بركلات الترجيح. نجحت بركلة الجزاء، لكن أستراليا هُزمت بنتيجة 7-6. 
كانت لوجارزو جزءًا من فرقة ماتيلداس التي فازت ببطولة الأمم عام 2017 وهزمت الولايات المتحدة لأول مرة.  شاركت في أول كأس آسيوي لها في 2018 حيث ظهرت في جميع المباريات الخمس لأستراليا. سجلت لوجارزو هدفا في مباراتها في دور المجموعات ضد فيتنام . 
سجلت لوجارزو هدفاً ضد البرازيل في كأس العالم للسيدات 2019 فيفا . 

## الإحصائيات المهنية
| </br> هدف | تاريخ          | موقعك                                          | الخصم                        | أحرز هدفا | نتيجة | منافسة                       |
| --------- | -------------- | ---------------------------------------------- | ---------------------------- | --------- | ----- | ---------------------------- |
| 1         | 26 نوفمبر 2017 | كاردينيا بارك، جيلونج ، أستراليا               | وصلة=\|حدود الصين            | 5–1       | 5–1   | ودود                         |
| 2         | 28 فبراير 2018 | استاد البوفيرا البلدي، البوفيرا ، البرتغال     | وصلة=\|حدود النرويج          | 2–1       | 4–3   | كأس الجرف 2018               |
| 3         | 5 مارس 2018    | استاد البوفيرا البلدي، البوفيرا ، البرتغال     | وصلة=\|حدود الصين            | 1–0       | 2–0   | كأس الجرف 2018               |
| 4         | 26 مارس 2018   | بيرث أوفال ، بيرث ، أستراليا                   | وصلة=\|حدود تايلاند          | 3–0       | 5–0   | ودود                         |
| 5         | 10 أبريل 2018  | استاد عمان الدولي ، عمان ، الأردن              | وصلة=\|حدود فيتنام           | 3–0       | 8–0   | كأس آسيا للسيدات 2018        |
| 6         | 29 يوليو 2018  | استاد برات آند ويتني كونيتيكت الولايات المتحدة | وصلة=\|حدود الولايات المتحدة | 1–0       | 1–1   | 2018 بطولة الأمم             |
| 7         | 13 يونيو 2019  | استاد لا موسون ، مونبلييه ، فرنسا              | وصلة=\|حدود البرازيل         | 2–2       | 3–2   | كأس العالم للسيدات 2019 FIFA |

## انجازات
نادي سيدني
- بطولة W-League : 2012–13
- بطولة W-League : 2018–19

### عالمي
- دورة التصفيات الأولمبية : 2016
- بطولة الأمم : 2017

### فردي
- بطولة دوري روكي للعام: 2014

## الحياة الشخصية
في 5 فبراير 2020 ، بودكاست لوغارزو تناقش قصتها، وعلاقتها مع لاعب كرة القدم الأمريكية، ماكنزي بيريهيل، زميلها السابق في واشنطن سبيريت . 
حصلت لوغارزو على رخصة غوص سكوبا متقدمة في 4 دول (تايلاند واليونان ومالطا وإيطاليا). 

## روابط خارجية
- كلوي لوجارزو على موقع الاتحاد الدولي (مؤرشف)  (الإنجليزية)
- كلوي لوجارزو على موقع الاتحاد الأوربي (الإنجليزية)
- كلوي لوجارزو على موقع اتحاد النرويج (النرويجية)
- كلوي لوجارزو على موقع قاعدة بيانات كرة القدم.إي يو (الإنجليزية)
- كلوي لوجارزو على موقع Soccerway.com (الإنجليزية)
- كلوي لوجارزو على موقع اللجنة الأولمبية الدولية (الإنجليزية)
- كلوي لوجارزو على موقع أوليمبيديا (الإنجليزية)
- كلوي لوجارزو على موقع اللجنة الأولمبية الأسترالية (الإنجليزية)
- كلوي لوجارزو  على سكروي
- CLogarzo على تويتر.
- كلوي لوجارزو على إنستغرام